# Dorfkirche Ferchesar

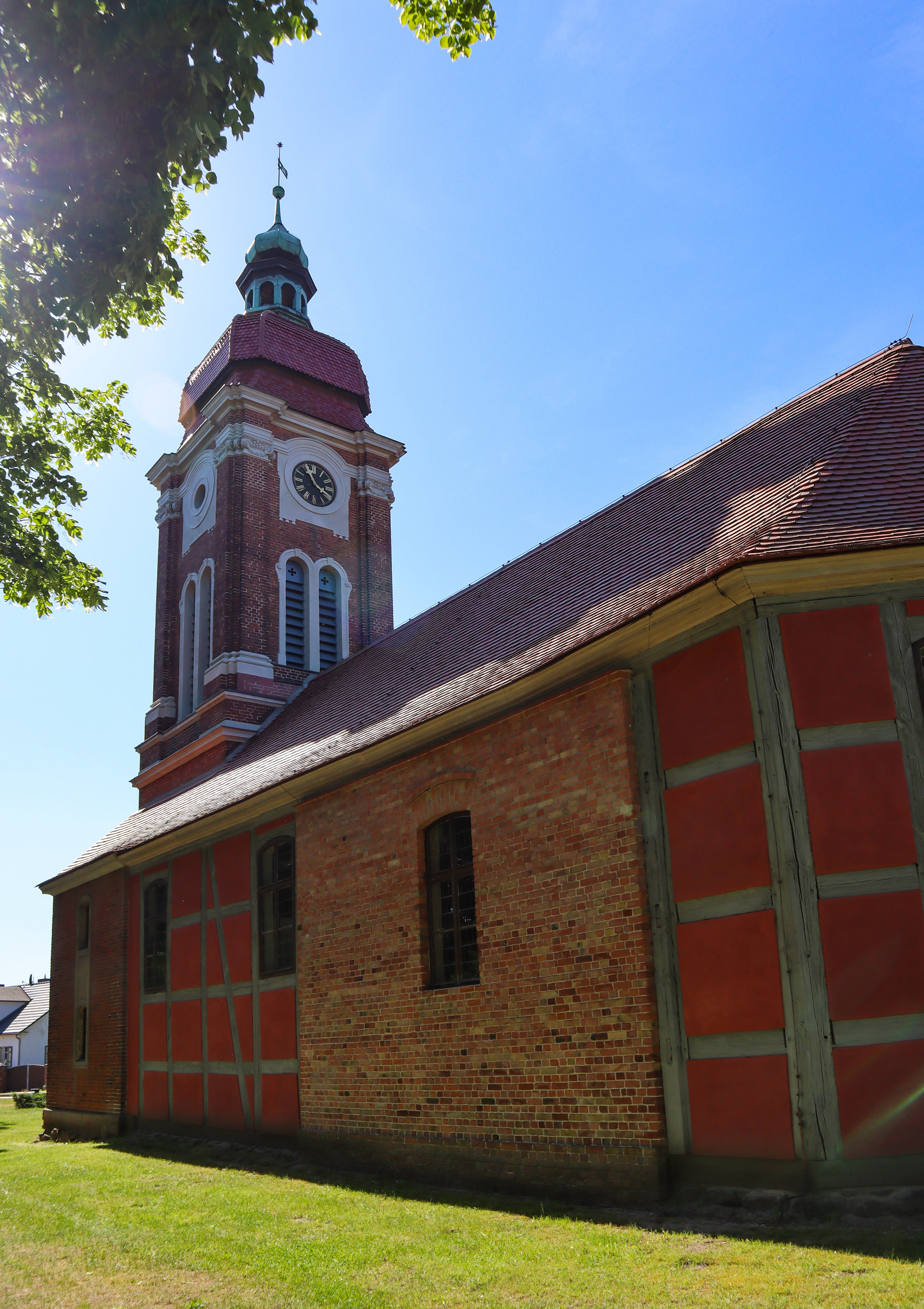
Dorfkirche Ferchesar

Die evangelische, denkmalgeschützte Kirche Ferchesar steht in Ferchesar, einem Ortsteil der Gemeinde Stechow-Ferchesar im Landkreis Havelland von Brandenburg. Die Kirchengemeinde gehört zum Kirchenkreis Nauen-Rathenow der Evangelischen Kirche Berlin-Brandenburg-schlesische Oberlausitz.

## Beschreibung
Die Saalkirche ist ein Fachwerkbau, der zwischen 1735 und 1737 erbaut wurde, von dem 1768 teilweise einige Wände des im Osten dreiseitig geschlossenen Langhauses in Backstein erneuert wurden. Der Kirchturm im Westen aus Holzfachwerk wurde 1906 wegen Baufälligkeit abgerissen und im neobarocken Baustil wieder aufgebaut. Zwischen den Pilastern an den Ecken des obersten Geschosses befinden sich das Zifferblatt der Turmuhr und darunter die Klangarkaden, die mit Faschen umrahmt sind. Bedeckt ist der Kirchturm über einem ausladenden Gesims mit einer Welschen Haube.
Der Innenraum hat Emporen an drei Seiten, vor der im Osten steht der Kanzelaltar von 1788. Über der Kanzel befindet sich ein Auge der Vorsehung. Zur Kirchenausstattung gehört auch ein Flügelaltar aus der zweiten Hälfte des 15. Jahrhunderts. Die Orgel mit neun Registern auf einem Manual und Pedal wurde 1876 von Emil Heerwagen gebaut.